# وهيب عودة
وهيب إسكندر عودة (1379-1331هـ الموافق 1959-1912م) شاعر عربي مهجري، وُلد في قرية أنفة على الساحل اللبناني، وهاجر إلى البرازيل وتوفي فيها.

## حياته
تلقى تعليمه الأولي في مسقط رأسه، وفي عدة مدن لبنانية أخرى فتحصل على قدر مرموق من الثقافة، إضافة إلى أخذه نفسه بالإطلاع على عدد من كتب الشعر. عمل معلمًا في مدارس لبنان مدة طويلة من الزمن، وفي عام 1949 هاجر إلى سان باولو عاصمة البرازيل، وهناك عمل بالتجارة، إضافة إلى مزاولته العمل الصحفي تحريرًا ونشرًا.

## شعره
أورد له كتاب «المهاجرة والمهاجرون» عددًا من القصائد والمقطوعات الشعرية. وذكر أن شعره يعالج إحساسًا بالاغتراب، إذ تغلف شعره مسحة من الحزن الذي يكشف عن عذابات نفس، وقوة روح، وله غزل تُرى فيه المرأة تجسيدًا حيًا للجمال على هذه الأرض، وكتب معبرًا عن ارتباطه بالأرض منبع الخير والنماء، وقد جاءت لغته محملة بكثافة الرؤية وشفافية الصور، واتسمت بالعمق والغنى وفسحة الخيال. وبعض مطالع قصائده: